# Гвіанський щит
5°08′36″ пн. ш. 60°45′45″ зх. д. / 5.1433333333333° пн. ш. 60.7625° зх. д.
Гвіанський щит — великий виступ Південноамериканської платформи, складений глибокометаморфізованими та інтенсивно деформованими породами архею та нижнього протерозою (ґнейси, кристалічні сланці, граніти, а також середньо- або верхньопротерозойські граніти типу рапаківі).
На водорозділах збереглися залишки древнього протоплатформенного чохла. До архею в басейні річки Оріноко приурочені великі поклади залізних руд Венесуели.